# Zveza ekonomistov Slovenije
Zveza ekonomistov Slovenije je stanovska organizacija ekonomistov v Sloveniji.

## Odlikovanja in nagrade
Leta 2001 je zveza prejela častni znak svobode Republike Slovenije z naslednjo utemeljitvijo: »za prispevek k razvoju ekonomske znanosti in njeni popularizaciji v slovenskem in mednarodnem prostoru - ob 50-letnici«.